# Konrad Plautz

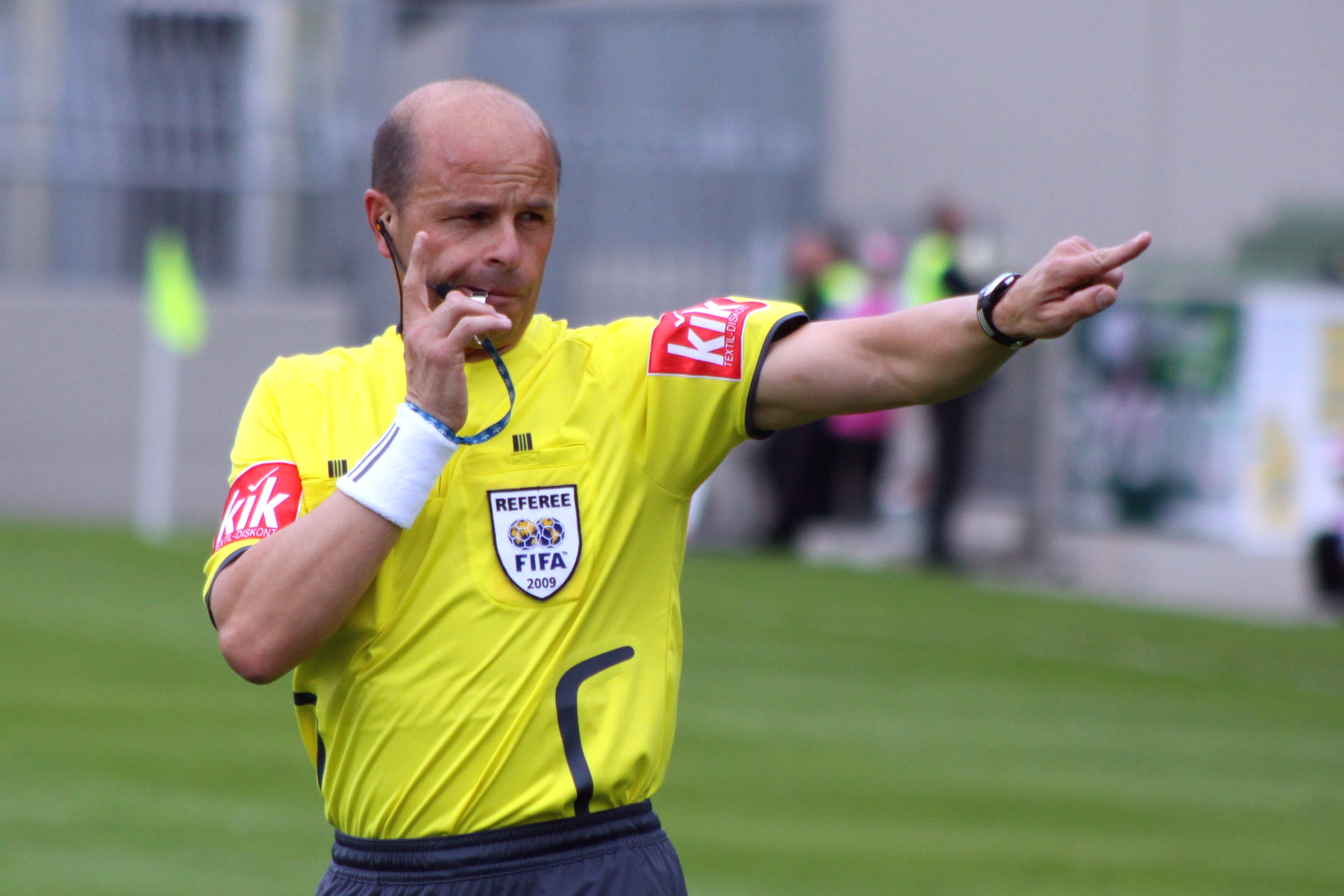
Konrad Plautz.

Konrad Plautz, född 16 oktober 1964, i Navis, Tyrolen, Österrike, är en österrikisk fotbollsdomare. Han blev domare 1984 och har dömt internationellt sedan 1996. Han vanliga yrke är förman.
Han dömde följande matcher i Europamästerskapet i fotboll 2008:
- Spanien -  Ryssland
- Schweiz -  Portugal

I den sista matchen kom han under kritik, speciellt från det portugisiska hållet, när ett portugisiskt mål av Hélder Postiga felaktigt dömdes bort samt när han missade en klar straff för Portugal, efter att Stephan Lichtsteiner fällt Nani i straffområdet.